# 賽頭隘戰鬥
賽頭隘戰鬥發生於1934年元月26日－2月2日，地點則是在中國福建建寧。是第一次国共内战前期主要戰鬥之一。該戰鬥交戰一方為中華民國國民革命軍，另一方則為中國共產黨所領導之中國工農紅軍。戰鬥末了，共軍取得一定程度勝利。